# Fosforečnan sodný
Fosforečnan sodný (přesněji, ale řidčeji používané fosforečnan trisodný nebo ortofosforečnan sodný) je bílá, anorganická, krystalická látka, používaná jako přídatná látka s označením E339 (společně s hydrogenfosforečnanem sodným a dihydrogenfosforečnanem sodným). Z vodných roztoků krystalizuje jako dodekahydrát.

## Výroba
Průmyslově se vyrábí reakcí hydroxidu sodného s kyselinou fosforečnou:

3NaOH + H3PO4 → 3H2O + Na3PO4

Lze použít některé sodné soli, zejména uhličitan sodný.

## Reakce
Tato látka se využívá v analytické chemii, protože reaguje s různými solemi za vzniku různě barevných sloučenin, například s železnatými ionty tvoří oranžovou sraženinu, s kobaltnatými fialovou, s nikelnatými ionty zelenou a podobně, viz metody kvalitativní analýzy.
Lze použít také jako velice kvalitní saponát, dokonale čistí, sundá i slabší vrstvu barvy.